# Franjo Komarica
Franjo Komarica (ur. 3 lutego 1946 w Novakovići) – bośniacki duchowny katolicki, biskup ordynariusz Diecezji Banja Luki w latach 1989–2023 roku oraz przewodniczący Konferencji Episkopatu Bośni i Hercegowiny (2002-2005 i od 2010 roku).

## Życiorys

### Wczesne lata życia
Urodził się w 1946 roku Novakovići koło Banja Luki w rodzinie chorwackiej jako syn Iva Komaricy i jego żony Ivki z domu Marić. Uczęszczał do szkoły elementarnej w Banja Luce, po której ukończeniu kontynuował naukę w Niższym Seminarium Duchownym w Zagrzebiu w latach 1961–1963 i Đakovie (1963-1965). Po odbyciu dwuletniego studium wojskowego podjął studia na Wydziale Teologii Katolickiej Uniwersytetu w Innsbrucku na kierunkach: teologia oraz muzyka kościelna, które ukończył w 1972, otrzymując święcenia kapłańskie 29 czerwca tego samego roku w opactwie Marija Zvijezda w Banja Luce. Następnie powrócił do Austrii, gdzie na swojej macierzystej uczelni podjął studia specjalistyczne, zdobywając stopień naukowy doktora z zakresu liturgii kościelnej. Pracował potem jako duszpasterz w rodzimej diecezji.

### Działalność biskupia
28 października 1985 roku został wybrany przez papieża Jana Pawła II na stanowisko biskupa pomocniczego Banja Luki z tytularną stolicą biskupią Satafis. Jego konsekracja biskupia miała miejsce 6 stycznia 1986 roku w katedrze św. Bonawentury w Banja Luce. Był w tym czasie najmłodszym członkiem konferencji episkopatu Jugosławii oraz wikariuszem generalnym swojego biskupstwa.
15 maja 1989 roku objął obowiązki ordynariusza Banja Luki. W czasie wojny domowej w Bośni i Hercegowinie (1992-1995) zabierał zdecydowany głos przeciwko czystkom etnicznym i dzieleniu społeczeństwa.
W 1997 roku katolickie stowarzyszenie studentów niemieckich Unitas wręczyło mu nagrodę za niestrudzone zaangażowanie w walce o zachowanie praw człowieka. W latach 2002–2005, a także od 2010 roku piastuje urząd przewodniczącego Konferencji Episkopatu Bośni i Hercegowiny. 
12 czerwca 2022 r. w dolnośląskich Ocicach, w których mieszka wiele reemigrantów z Jugosławii i ich potomków, otworzył wraz biskupem legnickim Andrzejem Siemieniewskim muzeum Sługi Bożego Antoniego Dujlovicia, chorwackiego duchownego, opiekującego się w czasie II wojny światowej Polakami w Bośni i Hercegowinie.
8 grudnia 2023 papież Franciszek przyjął jego rezygnację z pełnionego urzędu złożoną ze względu na wiek.

### Nagrody i odznaczenia
Za swoją działalność duszpasterską i społeczną Franjo Komarica otrzymał liczne nagrody i wyróżnienia, spośród których do najważniejszych należy zaliczyć
- Medal Roberta Schumana (1997)
- Nagroda im. Franza Werfela na Rzecz Obrony Praw Człowieka (2005)
- Wielki Order Króla Dymitra Zwonimira (2007)[8]

W 2004 roku znalazł się na liście osób nominowanych do Pokojowej Nagrody Nobla.